# Aira Villegas
Aira Villegas y Cordero (Tacloban, 1 de agosto de 1995) es una deportista filipina que compite en boxeo. Participó en los Juegos Olímpicos de París 2024, obteniendo una medalla de bronce en la categoría de 50 kg.

## Palmarés internacional
| Juegos Olímpicos | Juegos Olímpicos | Juegos Olímpicos  | Juegos Olímpicos |
| Año              | Lugar            | Medalla           | Categoría        |
| ---------------- | ---------------- | ----------------- | ---------------- |
| 2024             | París (Francia)  | Medalla de bronce | 50 kg            |